# Refraktärphase (Sexualität)
Bei der menschlichen Sexualität bezeichnet Refraktärphase (von dem Lateinischen refractarius = widerspenstig, halsstarrig: abgeleitet vom Verb refragari = widerstreben) oder Erholungsphase den Zeitraum nach einem Orgasmus, in dem ein weiterer physiologisch nicht möglich ist. Die Dauer variiert stark innerhalb und zwischen Personen, ist von einer großen Vielzahl von Faktoren abhängig und deshalb aus methodischen Gründen statistisch nicht beschreibbar. Nach Berichten beträgt sie von wenigen Minuten bis zu mehreren Tagen. Nach durch Stimulation der Prostata erreichten Orgasmen ohne Ejakulation tritt das Phänomen nicht unbedingt auf.
Bei Männern automatisch entnommene Blutproben im 2-Minuten-Abstand über insgesamt 40 Minuten vor und nach dem Orgasmus zeigten nach dem Orgasmus einen rapiden Abfall von Adrenalin und Noradrenalin und eine Zunahme von Oxytocin und Prolaktin. Mögliche Kausalzusammenhänge mit der Refraktärphase sind bis heute (Januar 2015) unbekannt. Diskutiert werden Wirkungen auf verschiedene Regionen in Gehirn, Rückenmark und Geschlechtsorgan.
Beim Mann äußert sich die Refraktärphase typischerweise als eine ausgeprägte Phase stark verminderter Erregbarkeit und sogenannter postkoitaler Müdigkeit. Die Erektion kann in dieser Zeit gehemmt oder ganz blockiert sein. Als generelle – jedoch im Einzelnen unbekannte – Ursache gilt die erwähnte hormonelle und neurochemische Veränderung unmittelbar nach dem Orgasmus.